# عاري المباغ
عاري المَباغ (الاسم العلمي: Gymnosporangium)، جنس فطور من رتبة الشقرانيات وفصيلة الشقرانية. يصيب (التفاح، والكمثرى، والسفرجل،المكرة والزعرور وأقاربهم). وفقًا لقاموس الفطريات (الطبعة 10، 2008)، تضم حوالي 57 نوعا.